# San Salvador de Basarán
San Salvador de Basarán és un temple d'estil mossàrab o romànic llombard a Formigal (Província d'Osca, Espanya) Enquadrada dins del model serrablés, presenta la particularitat de constar de dues estances rectangulars juxtaposades, acabades en absis semicirculars de diferent mida, i corresponent la major a església i la menor a sala capitular o sagrari. Al principi l'església era als peus de l'estació d'esquí de Formigal però l'any 1974 es va traslladar a la ubicació actual, afegint-hi materials nous.